# Communauté rurale de Fass Ngom
La communauté rurale de Fass Ngom est une communauté rurale du Sénégal située au nord-ouest du pays. 
Elle fait partie de l'arrondissement de Rao, du département de Saint-Louis et de la région de Saint-Louis. Village Mbakhass DIOP à 4 kilomètres de fass Ngom 